# Tetraloniella incana
Tetraloniella incana är en biart som beskrevs av Laberge 2001. Tetraloniella incana ingår i släktet Tetraloniella och familjen långtungebin. Inga underarter finns listade i Catalogue of Life.